# Сторо (река)
Сто́ро (дат. Storåen, «Большая река») — река на западе Дании, протекает по полуострову Ютландия. Длина — 104 км. Площадь водосборного бассейна — 1565 км². Средний расход воды — 8,9 м³/с (Хольстебро). Вторая по длине река в стране, не судоходна.
Река берёт начало в 10 км юго-восточнее Икаста, на высоте 70 м над уровнем моря. Оттуда река течёт на запад и впадает в залив Ниссум-Фьорд Северного моря.
Большая часть русла подверглась антропогенному воздействию. В реке ловят лосося.
Для бассейна характерны песчаные почвы и суглинок. Среднегодовая норма осадков составляет 760 мм, что выше среднего по Дании.
Согласно оценке 2018 года, популяция лососей в реке составляет около 4000 особей.